# Роберта, Найджел
Найджел Роберта (нидерл. Nigel Robertha; 13 февраля 1998) — нидерландский и кюрасаоский футболист, нападающий.

## Клубная карьера
Роберта является воспитанником «Фейеноорда». 25 июня 2015 года подписал с клубом свой первый профессиональный контракт. К основному составу стал подтягиваться во второй половине сезона 2015/2016. 1 мая 2016 года дебютировал в Эредивизи в поединке против «Виллем II», выйдя на замену на 71-й минуте вместо Анасса Ахахбара.
24 июля 2019 года Роберта подписал трёхлетний контракт с клубом чемпионата Болгарии «Левски».
25 марта 2021 года Роберта перешёл в клуб MLS «Ди Си Юнайтед», подписав трёхлетний контракт с опцией продления ещё на один год. В американской лиге дебютировал 17 апреля в матче против «Нью-Йорк Сити». В матче против «Нью-Йорк Сити» 27 июня забил свой первый гол за «Ди Си Юнайтед». По окончании сезона 2023 «Ди Си Юнайтед» отклонил опцию продления контракта Роберты.

## Карьера в сборной
С 2013 года привлекается в юношеские сборные Нидерландов. Принимал участие в чемпионате Европы по футболу среди юношей до 17 лет в 2015 году. Сборная Нидерландов из группы не вышла, Найджел вышел в стартовом составе в первом матче против ирландцев и больше на поле не появлялся.
Также имеет возможность выступать за сборную Кюрасао. Значился в предварительной заявке сборной Кюрасао на Золотой кубок КОНКАКАФ 2021.